# 爱上北斗星男友
《爱上北斗星男友》（英語：Destiny's Love），2019年中国偶像剧。由徐璐、张铭恩、任言恺、吴昕领衔主演，爱奇艺于2019年3月13日首播。

## 播出时间
| 频道                  | 所在地   | 播映日期      | 播出时间                 | 备注 |
| --------------------- | -------- | ------------- | ------------------------ | ---- |
| 爱奇艺                | 中国大陆 | 2019年3月13日 |                          |      |
| 愛奇藝台灣站          | 臺灣     | 2019年3月13日 |                          |      |
| Astro双星 Astro双星HD | 马来西亚 | 2019年3月21日 | 星期一至五 18:00 - 19:00 |      |

## 演员列表

### 主要演员
| 演員   | 角色   | 介紹 |
| 徐璐   | 文素汐 | “水逆”制作人文素汐，因缺失爱情能量而母胎solo了三十年，对自己的事业有着执念般的热爱，是个不折不扣的工作狂人。 |
| 张铭恩 | 赤语   | 北斗星的天星师，身负守护宇宙能量平衡的使命，3000年前赤语来到地球寻找因北斗星内乱而不慎遗失，控制着宇宙能量守恒的日月珏时，为救在地球相恋的女将军姞婉，擅自动用能量修改了她的命运，导致姞婉每次能量重组后都无法活过30岁。 |
| 任言恺 | 唐懋   | 文素汐的老板、英俊潇洒的影视公司总裁，表面成熟稳重，内心腹黑。 |
| 吴昕   | 蔡舒萌 | 腹黑女制片蔡舒萌，文素汐的竞争对手，还与唐懋展开一段纠缠拉扯的危险爱恋。 |

### 其他演员
| 演員                        | 角色   | 介紹                                                 |
| 迟嘉                        | 林浩树 | 與文素汐是青梅竹馬，暗戀文素汐多年，卻只能默默守候。 |
| 段小薇                      | 王小谜 | 元氣少女，與林浩樹上演了一段“女追男”的酸甜戲碼。     |
| 李俊辰                      | 胡东凯 | 與“傲嬌女明星”朵拉假戲真做，組成了娛樂圈“愛豆CP”。   |
| 谢翔雅                      | 朵拉   | 與“彆扭男愛豆”胡東凱是一對明星 “歡喜冤家”。          |
| 罗嘉良                      | 文父   | 文素汐的父親。                                       |
| 温碧霞                      | 老太太 |                                                      |
| 邓莎                        | 姞婉   |                                                      |
| 曹炳琨                      | 有無   |                                                      |
| 徐洋 （页面存档备份，存于） | 花也澄 |                                                      |

## 電視劇歌曲
| 曲序 | 曲目     | 编曲               | 演唱   | 备注 |
| ---- | -------- | ------------------ | ------ | ---- |
| 1.   | 《掌中》 | 唐傳森             | 顏丙沂 |      |
| 2.   | 《落塵》 | 郭思達             | 郭思達 |      |
| 3.   | 《足夠》 | 郭思達             | 周銳   |      |
| 4.   | 《習慣》 | 鍾磊               | 周锐   | 男聲 |
| 5.   | 《習慣》 | 郭思達             | 顏丙沂 | 女聲 |
| 6.   | 《晴朗》 | 郭思達、鍾磊、趙米 | 周二珂 |      |